# Simone Barlaam
Simone Barlaam (* 12. Juli 2000 in Mailand) ist ein italienischer Schwimmer, der bei Wettkämpfen des Internationalen Paralympischen Komitees antritt.

## Karriere
Barlaam wurde mit einer Coxa vara und Hypoplasie geboren und trat daher im paralympischen Schwimmsport in der Startklasse S9 an. Mit fünfzehn Jahren begann er wettkampfmäßig Schwimmtraining zu nehmen. 2017 feierte Barlaam seine ersten Erfolge bei internationalen Turnieren, als er bei den Schwimmweltmeisterschaften der Behinderten in Mexiko-Stadt zwei Goldmedaillen gewann und in je einer weiteren Disziplin auf den zweiten und dritten Platz kam. Im folgenden Jahr wurde er vierfacher Europameister und ein Mal Vizemeister. Über 50 m Freistil stellte er seinen ersten Weltrekord auf. 2019 gehörte Barlaam mit fünf ersten Plätzen und einer Silbermedaille mit der Staffel zu den erfolgreichsten Athleten der Weltmeisterschaften und übertraf den Weltrekord in vier Rennen. Zwei Jahre später gewann er bei den Schwimmeuropameisterschaften der Behinderten in Funchal in vier Disziplinen und erschwamm zwei weitere Podiumsplatzierungen. Bei den Sommer-Paralympics 2020 in Tokio wurde Barlaam über 50 m Freistil Paralympics-Sieger und gewann zwei Silbermedaillen und eine Bronzemedaille. 2022 trug er mit sechs Goldmedaillen dazu bei, dass Italien bei den Weltmeisterschaften nach 2019 erneut die erfolgreichste Nation war. Bei den Sommer-Paralympics 2024 gewann Barlaam die Silbermedaille im 400-Meter-Freistil-S9-Rennen.

## Auszeichnungen
Für seine Leistungen bei den Weltmeisterschaften wurde Barlaam 2019 von La Gazzetta dello Sport zum Behindertensportler des Jahres ernannt. Vom Italienischen Paralympischen Komitee wurde ihm zwei Mal die höchste Auszeichnung, die collare d'oro al merito sportivo, verliehen. Die Stadt Mailand zeichnete ihn mit dem Ambrogino d'Oro aus.